# Собор Святых Иоанна Крестителя и Иоанна Богослова (Люблин)
Собор святых Иоанна Крестителя и Иоанна Богослова (пол. Archikatedra św. Jana Chrzciciela i św. Jana Ewangelisty) — собор католической архиепархии Люблина в Польше. Расположен на Королевской улице в городе Люблин. Памятник архитектуры.

## История
Первый храм был построен в XVI веке на земле Анджея Тенчиньского, который пригласил в Люблин иезуитов. 1 сентября 1582 года приход иезуитов в Люблине под руководством Станислава Варшевицкого и Шимона Высоцкого начал работу по созданию в городе церкви и иезуитского колледжа. В 1585 году король Стефан Баторий разрешил выделить земельный участок для этих целей. 20 апреля 1586 года был заложен первый камень в фундамент будущего храма.
25 апреля 1604 года краковский епископ Бернард Мациевский освятил храм в честь святых Иоанна Крестителя и Иоанна Богослова. Проект был разработан архитекторами Джованни Мария Бернардони и Джузеппе Брицио. Однонефный храм с боковыми алтарями был построен в стиле барокко с элементами архитектуры ренессанса. Вокруг церкви иезуиты возвели здания школы и колледжа, которые находились по периметру современной Соборной площади.
10 марта 1752 года пожар уничтожил храм и колледж. После пожара была построена новая церковь в стиле барокко. В 1757 году интерьер храма был расписан фресками кисти Юзефа Майера, придворного живописца польского короля Августа III. Восстановительные работы были завершены в 1758 году. 21 июля 1773 года римский папа Климент XIV распустил Общество Иисуса. После изгнания иезуитов, церковь и монастырь были переданы тринитариям, у которых не нашлось средств для ухода за комплексом зданий. По этой причине храм стал разрушаться. В 1797 году помещение стали использовать, как склад для зерна.
В 1805 году в Люблине была учреждена епархия с кафедрой в бывшем костёле иезуитов. В 1815 году, при реконструкции города, снесли иезуитский колледж, камни которого использовали при строительстве Замойской улицы. В здании на улице Иезуитской, рядом с бывшим монастырём, открыли воеводскую школу. Монастырские ворота с размещёнными на них колоколами, построенные в 1627 году, перестроили в неоготическом стиле; с тех пор их стали называть Тринитарной башней. В 1821 году архитектор Антонио Корацци разработал новый фасад церкви в стиле классицизма. Перед входом в храм он поставил шестиколонный портик с балконом. Ещё одна реконструкция была проведена в 1878 году, когда был отремонтирован интерьер церкви, шестиколонный портик заменили на четырёхколонный, а балкон на фронтон.
Во время Второй мировой войны было значительно разрушено сохранившееся здание бывшего монастыря, после чего помещение пустовало в течение длительно времени. В настоящее время здесь располагается Государственный архив. Сам собор потерял одну из башен. В 1946 году по инициативе кардинала Стефана Вышиньского храм был восстановлен. При этом ему вернули шестиколонный портик и балкон. На фасаде церкви было размещено сграффито с девизом кардинала «Только Бог» (лат. Soli Deo). 3 июля 1949 года в соборе заплакал образ Девы Марии. Феномен получил название «Люблинского чуда».
28 февраля 1967 года храм был внесён в список национальных памятников архитектуры под номером А / 245. Святой Иоанн Павел II посетил собор 9 июня 1987 года. 26 июня 1988 года состоялась коронация чудотворного образа Божией Матери Плачущей. 25 марта 1992 года храм стал кафедрой архиепархии Люблина. В 2006 году здесь была открыта постоянная экспозиция золотых ювелирных изделий и литургических облачений. В 2008 году была реконструирована капелла Святых Даров. В 2009 году были проведены работы по реконструкции фасада.

## Описание
Храм представляет собой базилику с одним нефом и двумя боковыми приделами. Стены и потолок нефа покрыты фресками. Алтарь XVII века сделан из эбенового дерева и украшен золотыми статуями святых. В алтарной части находятся две картины в стиле барокко — «Тайная вечеря» и «Пир Ирода». Боковые приделы украшены не только фресками, но и статуями святых и картинами.
В боковом алтаре слева от главного алтаря находится образ Богоматери Плачущей. 3 июля 1949 года изображение Девы Марии источало кровавые слёзы, которые были собраны и помещены в одном из драгоценных камней в корону, венчающую образ Богоматери. В капелле Святых Даров находится Трибунальский крест, ранее находившееся в церкви святого Михаила Архангела.
В акустической ризнице собора и прилегающему к ней своду экспонируется ценная коллекция литургических предметов. Свод и ризница украшены фресками, изображающими торжество веры над ересью и всадника апокалипсиса. Стоя в углу ризницы можно услышать шёпот человека, который стоит в другом углу помещения.
В соборе хранится много предметов, переданных ему в XIX веке из церкви святого Михаила Архангела. В дополнение к Трибунальскому кресту, это купель XIV века, эпитафия Себастьяна Клоновица, дароносица и прочие.
Для посетителей открыт доступ в крипту, где находятся гробницы епископов Люблина. Вход внутри собора. Здесь экспонируется одежда умерших, надгробные портреты, предметы, с которыми они были похоронены.
Тринитарная башня, также известная под названием Тринитарных ворот, являлась частью монастырского комплекса. Вначале это был единственный вход в монастырь, и только через него можно было дойти до собора и школы. В 1627 году башня была увеличена вверх, и на ней поместили колокола. После роспуска иезуитов монастырский комплекс перешёл к тринитариям. Хотя они владели зданием недолго, башню стали называть Тринитарной. В XIX веке её владельцем стал город. Тогда же, вместе с собором, она была восстановлена по проекту Антонио Корацци в неоготическом стиле. Во время Второй мировой войны башня сильно пострадала и была восстановлена в 1945—1952 годах. Ныне в Тринитарной башне теперь находится Музей архиепархии. В экспозицию входят предметы церковного богослужения, картины, иконы, скульптуры, облачения, саркофаги, музыкальные инструменты, подсвечники, надгробные портреты и другие артефакты. Башня также является колокольней собора. На ней 4 колокола. В самый большой колокол, под названием «Мария», звонят при особо торжественных церемониях. С вершины башни открывается прекрасная панорама Люблина.